# Supercopa d'Europa de futbol 2015
La Supercopa d'Europa 2015 fou la 40a edició de la Supercopa de la UEFA, un partit de futbol anual organitzat per la UEFA i disputada pels campions de les dues principals competicions europees de clubs, la Lliga de Campions de la UEFA i la Lliga Europa de la UEFA.
El partit enfrontà l'equip català del FC Barcelona amb l'espanyol del Sevilla FC amb el resultat final de 5 gols a 4 favorables al FC Barcelona després d'un partit memorable en el qual el Sevilla va plantar cara a un Barça que havia guanyat el triplet la temporada anterior i al qual va remuntar un resultat de 4-1. Amb el resultat de 4-4 es va arribar a la prórroga, quan Pedro Rodríguez va marcar el gol decisiu al minut 115.
Amb aquesta victòria el FC Barcelona guanyà la cinquena Supercopa d'Europa del seu palmarès, essent l'equip que més cops l'havia guanyada fins al moment, empatat amb l'AC Milan.

## Seu
L'Estadi Borís Paitxadze (reinaugurat el 2001) va ser anunciat com a seu de la final de l'edició XL de la Supercopa a la reunió del Comitè Executiu de la UEFA el 30 de juny del 2012. L'estadi allotja normalment partits de la selecció de futbol de Geòrgia i del FC Dinamo Tbilisi.

## Equips
| Equip        | Classificació                                        | Participacions prèvies (la negreta indica campió) |
| ------------ | ---------------------------------------------------- | ------------------------------------------------- |
| FC Barcelona | Guanyador de la Lliga de Campions de la UEFA 2014–15 | 1979, 1982, 1989, 1992, 1997, 2006, 2009, 2011    |
| Sevilla FC   | Guanyador de la Lliga Europa de la UEFA 2014–15      | 2006, 2007, 2014                                  |

## El partit

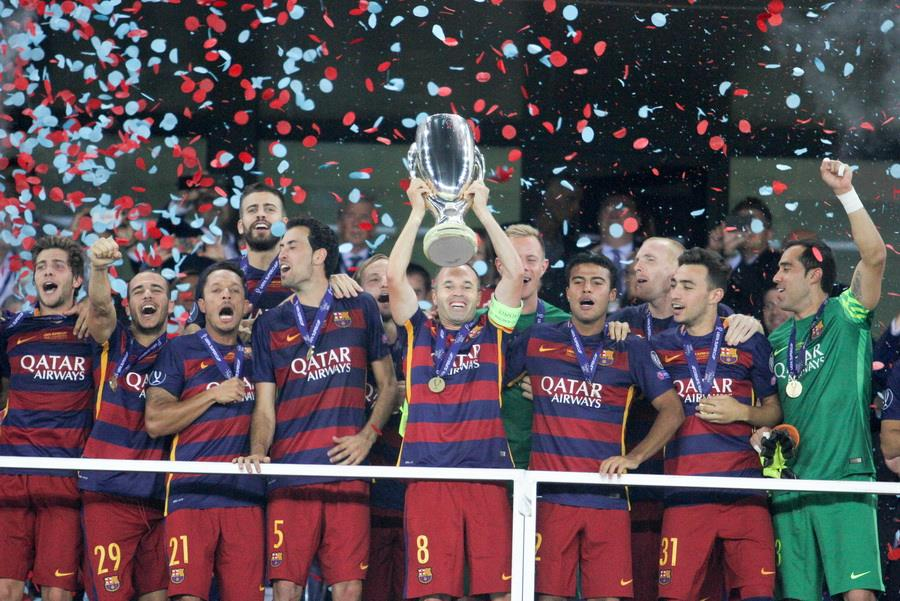
El Barça aixeca la Supercopa al final del partit.

### Resum
El Sevilla es va avançar en el marcador al minut tres mercès a una falta de fora l'àrea comesa sobre José Antonio Reyes per Javier Mascherano i xutada per Éver Banega. El Barcelona va igualar de la mateixa manera quatre minuts després, quan Lionel Messi va xutar una falta a la frontal que havia comès Grzegorz Krychowiak sobre Luis Suárez, i posteriorment s'avançà al marcador gràcies a un altre gol de falta directa de Messi al minut 16, després que Banega fes falta sobre Ivan Rakitić, exjugador del Sevilla. Suárez va marcar un gol poc després, anul·lat per fora de joc, però Rafinha va fer el 3–1 pel Barcelona just abans de la mitja part, rematant a l'àrea petita una centrada de Suárez, després que l'uruguaià hagués fallat un xut a porteria que li va parar Beto.
Suárez va marcar al començament de la segona part, després d'una assistència de Sergi Busquets, que va interceptar una passada sevillista prop de l'àrea rival. Reyes, però, va fer un gol pel Sevilla cinc minuts després, rematant una centrada de Vitolo. Al minut 72, Jérémy Mathieu va tirar a terra Vitolo a l'àrea, i Kévin Gameiro va ajustar el marcador de penal, per posar un perillós 4–3. Amb 10 minuts per jugar, dos suplents del Sevilla es van combinar per marcar el gol de l'empat: Ciro Immobile va creuar la pilota a l'àrea, i Ievhèn Konoplianka va rematar a gol. Messi gairebé va aconseguir un hat-trick de tirs lliures directes al minut 89, però el seu xut va anar al travesser.
El Barça va fer entrar al camp Pedro en substitució de Mascherano al començament de la prórroga. Als cinc minuts de la segona part de la prórroga, va aprofitar un rebot conseqüència d'un altre llançament de falta de Messi per marcar el cinquè gol del Barça, igualment com havia fet contra l'FC Xakhtar Donetsk a la 2009. Adil Rami va tenir una oportunitat de gol a les acaballes del partit, però va fallar a l'àrea petita, i el Barça va guanyar la seva cinquena supercopa d'Europa.

### Detalls
| FC Barcelona                                          | 5–4 (pr.) | Sevilla FC                                                   |
| ----------------------------------------------------- | --------- | ------------------------------------------------------------ |
| Messi 7', 16' · Rafinha 44' · Suárez 52' · Pedro 115' | Detalls   | Banega 3' · Reyes 57' · Gameiro 72' (pen.) · Konoplianka 81' |

| Barcelona | Sevilla |

| GK           | 1  | Marc-André ter Stegen |      |     |
| RB           | 6  | Dani Alves            | 120' |     |
| CB           | 3  | Gerard Piqué          |      |     |
| CB           | 14 | Javier Mascherano     |      | 93' |
| LB           | 24 | Jérémy Mathieu        | 71'  |     |
| RM           | 4  | Ivan Rakitić          |      |     |
| CM           | 5  | Sergio Busquets       | 117' |     |
| LM           | 8  | Andrés Iniesta (c)    |      | 63' |
| RF           | 10 | Lionel Messi          |      |     |
| CF           | 9  | Luis Suárez           |      |     |
| LF           | 12 | Rafinha               |      | 78' |
| Subplents:   |    |                       |      |     |
| GK           | 13 | Claudio Bravo         |      |     |
| DF           | 15 | Marc Bartra           |      | 78' |
| DF           | 21 | Adriano               |      |     |
| MF           | 20 | Sergi Roberto         |      | 63' |
| FW           | 7  | Pedro                 | 94'  | 93' |
| FW           | 29 | Sandro Ramírez        |      |     |
| FW           | 31 | Munir El Haddadi      |      |     |
| Entrenador:  |    |                       |      |     |
| Luis Enrique |    |                       |      |     |

| GK          | 13 | Beto                   |       |     |
| RB          | 23 | Coke                   | 87'   |     |
| CB          | 3  | Adil Rami              |       |     |
| CB          | 4  | Grzegorz Krychowiak    | 14'   |     |
| LB          | 2  | Benoît Trémoulinas     |       |     |
| CM          | 7  | Michael Krohn-Dehli    | 120'  |     |
| CM          | 19 | Éver Banega            | 90+2' |     |
| RM          | 10 | José Antonio Reyes (c) |       | 68' |
| AM          | 8  | Vicente Iborra         |       | 80' |
| LM          | 20 | Vitolo                 |       |     |
| CF          | 9  | Kévin Gameiro          |       | 80' |
| Suplents:   |    |                        |       |     |
| GK          | 1  | Sergio Rico            |       |     |
| DF          | 25 | Mariano                |       | 80' |
| MF          | 12 | Gaël Kakuta            |       |     |
| MF          | 16 | Luismi                 |       |     |
| MF          | 17 | Denis Suárez           |       |     |
| MF          | 22 | Ievhèn Konoplianka     |       | 68' |
| FW          | 11 | Ciro Immobile          | 92'   | 80' |
| Entrenador: |    |                        |       |     |
| Unai Emery  |    |                        |       |     |

| Àrbitres assistents: Damien MacGraith (República d'Irlanda) Francis Connor (Escòcia) Quart àrbitre: Graham Chambers (Escòcia) Àrbitres assistents addicionals: Bobby Madden (Escòcia) Kevin Clancy (Escòcia) | Regles del partit - 90 minuts - 30 minuts de prórroga si calgués - Tanda de penals en cas que continués l'empat - Set suplents a la banqueta, dels quals se'n poden fer servir tres |

| Supercopa d'Europa 2015   |
| ------------------------- |
| Catalunya                 |
| FC Barcelona Cinquè títol |

### Estadístiques
| Estadístiques         | Barcelona | Sevilla |
| --------------------- | --------- | ------- |
| Gols                  | 3         | 1       |
| Xuts totals           | 8         | 6       |
| Xuts entre els 3 pals | 5         | 2       |
| Aturades              | 1         | 2       |
| Possessió             | 63%       | 37%     |
| Còrners a favor       | 4         | 2       |
| Faltes comeses        | 4         | 7       |
| Fores de joc          | 1         | 2       |
| Targetes grogues      | 0         | 1       |
| Targetes vermelles    | 0         | 0       |

| Estadístiques         | Barcelona | Sevilla |
| --------------------- | --------- | ------- |
| Gols                  | 1         | 3       |
| Xuts totals           | 10        | 8       |
| Xuts entre els 3 pals | 3         | 3       |
| Aturades              | 0         | 2       |
| Possessió             | 57%       | 43%     |
| Còrners a favor       | 1         | 2       |
| Faltes comeses        | 11        | 7       |
| Fores de joc          | 1         | 1       |
| Targetes grogues      | 1         | 2       |
| Targetes vermelles    | 0         | 0       |

| Estadístiques         | Barcelona | Sevilla |
| --------------------- | --------- | ------- |
| Gols                  | 1         | 0       |
| Xuts totals           | 6         | 3       |
| Xuts entre els 3 pals | 2         | 1       |
| Aturades              | 1         | 1       |
| Possessió             | 68%       | 32%     |
| Còrners a favor       | 3         | 0       |
| Faltes comeses        | 5         | 7       |
| Fores de joc          | 1         | 1       |
| Targetes grogues      | 3         | 2       |
| Targetes vermelles    | 0         | 0       |

| Estadístiques         | Barcelona | Sevilla |
| --------------------- | --------- | ------- |
| Gols                  | 5         | 4       |
| Xuts totals           | 24        | 17      |
| Xuts entre els 3 pals | 10        | 6       |
| Aturades              | 2         | 5       |
| Possessió             | 62%       | 38%     |
| Còrners a favor       | 8         | 4       |
| Faltes comeses        | 20        | 21      |
| Fores de joc          | 3         | 4       |
| Targetes grogues      | 4         | 5       |
| Targetes vermelles    | 0         | 0       |